# رام تشافيس
رام تشافيس هو مغني فلبيني، ولد في 1983.

## وصلات خارجية
- رام تشافيس على موقع ميوزك برينز (الإنجليزية)